# 앤디 빅스
앤드류 스티븐 빅스(Andrew Steven Biggs, 1958년 11월 7일 ~ )는 미국의 정치인이다.

## 학력
- 브리검영 대학교 아시아학 인문사회 학사
- 애리조나 대학교 법학 법무박사
- 애리조나 주립 대학교 다운타운 피닉스 캠퍼스 정치학 인문사회 석사

## 경력
- 2003.01 ~ 2011.01 제46·47·48·49대 애리조나 제22선거구 하원의원
- 2011.01 ~ 2013.01 제50대 애리조나 제22선거구 상원의원
- 2013.01 ~ 2017.01 제51·52대 애리조나 제12선거구 상원의원
- 2013.01 ~ 2017.01 애리조나 상원의장
- 2017.01 ~ 제115·116·117·118·119대 미국 애리조나 제5선거구 연방하원의원
- 2019.10 ~ 2022.01 제3대 프리덤 코커스 의장

## 역대 선거 결과
| 선거명      | 직책명                         | 대수  | 정당   | 득표율  | 득표수    | 결과 | 당락                     |
| ----------- | ------------------------------ | ----- | ------ | ------- | --------- | ---- | ------------------------ |
| 2002년 선거 | 하원의원 (애리조나 제22선거구) | 46대  | 공화당 | 53.52%  | 31,812표  | 1위  | 애리조나 주의원 당선     |
| 2004년 선거 | 하원의원 (애리조나 제22선거구) | 47대  | 공화당 | 41.91%  | 51,932표  | 2위  | 애리조나 주의원 당선     |
| 2006년 선거 | 하원의원 (애리조나 제22선거구) | 48대  | 공화당 | 40.48%  | 36,195표  | 2위  | 애리조나 주의원 당선     |
| 2008년 선거 | 하원의원 (애리조나 제22선거구) | 49대  | 공화당 | 37.57%  | 59,615표  | 1위  | 애리조나 주의원 당선     |
| 2010년 선거 | 상원의원 (애리조나 제22부)     | 50대  | 공화당 | 100.00% | 59,933표  | 1위  | 애리조나 주의원 당선     |
| 2012년 선거 | 상원의원 (애리조나 제12부)     | 51대  | 공화당 | 100.00% | 63,812표  | 1위  | 애리조나 주의원 당선     |
| 2014년 선거 | 상원의원 (애리조나 제12부)     | 52대  | 공화당 | 65.11%  | 35,804표  | 1위  | 애리조나 주의원 당선     |
| 2016년 선거 | 하원의원 (애리조나 제5선거구)  | 116대 | 공화당 | 64.10%  | 205,184표 | 1위  | 애리조나주 하원의원 당선 |
| 2018년 선거 | 하원의원 (애리조나 제5선거구)  | 116대 | 공화당 | 59.43%  | 186,037표 | 1위  | 애리조나주 하원의원 당선 |
| 2020년 선거 | 하원의원 (애리조나 제5선거구)  | 117대 | 공화당 | 58.88%  | 262,414표 | 1위  | 애리조나주 하원의원 당선 |
| 2022년 선거 | 하원의원 (애리조나 제5선거구)  | 118대 | 공화당 | 56.74%  | 182,464표 | 1위  | 애리조나주 하원의원 당선 |
| 2024년 선거 | 하원의원 (애리조나 제5선거구)  | 119대 | 공화당 | 60.39%  | 255,628표 | 1위  | 애리조나주 하원의원 당선 |

## 참고 자료
- 위키미디어 공용에 앤디 빅스 관련 미디어 분류가 있습니다.